# Meijin 1993
Il Meijin 1993 è stata la 18ª edizione del torneo goistico giapponese Meijin.

## Qualificazioni
Dalle eliminatorie i giocatori qualificati al torneo finale sono stati Goro Miyazawa, Masao Kato e Satoshi Kataoka.

## Torneo
- W indica vittoria col bianco
- B indica vittoria col nero
- X indica la sconfitta
- +R indica che la partita si è conclusa per abbandono
- +N indica lo scarto dei punti a fine partita
- +F indica la vittoria per forfeit
- +T indica la vittoria per timeout
- +? indica una vittoria con scarto sconosciuto
- V indica una vittoria in cui non si conosce scarto e colore del giocatore

| Giocatore       | H.O. | C.C. | N.Y.  | S.A.  | M.T.  | R.K.  | M.K.  | G.M.  | S.T. | Risultato | Note                                               |
| --------------- | ---- | ---- | ----- | ----- | ----- | ----- | ----- | ----- | ---- | --------- | -------------------------------------------------- |
| Hideo Otake     | –    | X    | B+2,5 | W+R   | B+2,5 | W+0,5 | B+2,5 | W+R   | B+R  | 7-1       | Qualificato alla finale                            |
| Cho Chikun      | B+R  | –    | X     | B+R   | X     | B+1,5 | W+2,5 | B+R   | W+R  | 6-2       |                                                    |
| Norimoto Yoda   | X    | B+R  | –     | W+5,5 | X     | X     | B+3,5 | W+2,5 | X    | 4-4       |                                                    |
| Shuzo Awaji     | X    | X    | X     | –     | X     | X     | X     | B+R   | X    | 1-7       | Retrocesso                                         |
| Masaki Takemiya | X    | B+R  | W+6,5 | B+2,5 | –     | W+1,5 | X     | W+R   | X    | 5-3       |                                                    |
| Rin Kaiho       | X    | X    | B+7,5 | W+R   | X     | –     | X     | B+R   | W+R  | 4-4       |                                                    |
| Masao Kato      | X    | X    | X     | B+4,5 | W+1,5 | B+5,5 | –     | X     | B+R  | 4-4       | Non retrocesso dopo spareggio per la retrocessione |
| Goro Miyazawa   | X    | X    | X     | X     | X     | X     | B+R   | –     | X    | 1-7       | Retrocesso                                         |
| Satoshi Kataoka | X    | X    | W+0,5 | B+R   | W+F   | X     | X     | B+R   | –    | 4-4       | Retrocesso dopo spareggio per la retrocessione     |

## Finale
La finale è stata una sfida al meglio delle sette partite.